# هیوارد (کالیفرنیا)
هیوارد (به انگلیسی: Hayward) شهری در حومهاوکلند سانفرانسیسکو در شهرستان آلامدا ایالت کالیفرنیا است که در سرشماری سال ۲۰۱۰ میلادی، ۱۴۴۱۸۶ نفر جمعیت داشته‌است.

## شهرهای خواهر
- فوناباشی - ژاپن
- غزنی - افغانستان[۵]
- فارو - پرتقال